# Рюсся
Рюсся (фін. Ryssä) — фінське слово, що означає «росіянин», яке сьогодні вважається зневажливим. Також вживається для позначення Росії як країни або держави, а також російської мови. Первісно слово використовувалося, як правило, щодо православних, особливо у складних словах — для позначення східнокарельських мандрівних торговців, яких називали reppuryssä або laukkuryssä («торбинний росіянин»). Вираз pikkuryssä (букв. «малий росіянин») вживався як назва російського танцю типу тропака.

## Походження слова
Фінське слово ryssä походить від шведського слова ryss, що означає «росіянин». Така сама форма зустрічається і в багатьох інших мовах з деякими варіаціями: англійською — Russian, російською — русский (russkij), французькою — russe тощо. Від цього ж кореня походять і назви Росії в багатьох мовах, зокрема Россия (Rossija) російською, Ryssland шведською, Russia англійською. В інших мовах, на відміну від фінської, це слово не має зневажливого забарвлення.
Ці назви походять від народу русів доби вікінгів, чия назва, ймовірно, виникла через посередництво балтійсько-фінських мов із давньошведського слова roþmenn (букв. «веслярі», «вікінги, що мандрують східними шляхами»). Прибалтійсько-фінські мовні форми цієї назви збереглися, зокрема, в сучасному фінському слові Ruotsi та в естонському Rootsi, що означають «Швеція».

## Вживання слова
Ненависть до ryssä, згідно з сучасним розумінням, виникла переважно в перші роки після здобуття Фінляндією незалежності. До того часу слово вважалося нейтральним етнонімом. Наприклад, у період автономії Фінляндії воно широко вживалося. Переклад французької мови промови імператора Олександра I на сеймі в Порвоо 1809 року починається словами:
”'’МИ, ОЛЕКСАНДР І, з Божої ласки Імператор і Самодержець над усією Рюсською землею”
Слово ryssä зустрічається, зокрема, у відомому фінському воєнному пропагандистському гаслі: «Один фін вартий десяти ryssä», а також у прислів’ї, що виражає постійну ворожість: «Ryssä залишиться ryssä, навіть якщо його смажити в маслі» (фін. Ryssä on ryssä vaikka voissa paistais[i]).
Називання ryssä сьогодні вважається в Фінляндії формою дискримінації проти росіян. У дослідженні, проведеному Сату Тервонен у 2000 році, було вивчено смислові відтінки та конотації назв, що позначають національність або інше походження людини. В опитуванні взяли участь 199 осіб віком від 15 до 80 років, які проживають у столичному регіоні. Респондентів, зокрема, просили оцінити образливість вислову на кшталт «ти, ryssä» під час суперечки в магазині за шкалою: «дуже образливо», «образливо», «помірно нешкідливо», «нейтрально» або «дивно». Щонайменше «образливим» слово ryssä визнали 92% учасників опитування, neekeri («негр») — 90%, а manne (цигани) — 88%. У цілому жінки виявилися трохи більш чутливими до цих висловів, ніж чоловіки.
Іноді слово ryssä вживається і щодо представників інших національностей, пов’язаних історично з Росією або Радянським Союзом. Це можуть бути, наприклад, українці, білоруси, естонці, інгерманландців чи карели. У Фінляндії це слово також уживали в принизливому сенсі щодо карельських переселенців.